# معبد بابس شري سوامينارايان لندن
معبد بابس شري سوامينارايان لندن هو معبد هندوسي يقع في لندن، إنجلترا. أفتتح المعبد في 20 أغسطس 1995.